# Valderrábano
Valderrábano – gmina w Hiszpanii, w prowincji Palencia, w Kastylii i León, o powierzchni 28,81 km². W 2011 roku gmina liczyła 61 mieszkańców.